# WCW Thunder
WCW Thunder fue un programa de lucha libre profesional producido por la World Championship Wrestling emitido en TBS del 8 de enero de 1998 al 21 de marzo de 2001. Los derechos de WCW Thunder ahora pertenecen a la WWE.

## Historia

### Creación
El éxito del programa principal de la World Championship Wrestling, WCW Monday Nitro en TNT, llevó a Ted Turner a crear un nuevo programa, que con el tiempo sería nombrado Thunder, que se emitiría los jueves en TBS.
El Vicepresidente Ejecutivo de la WCW, Eric Bischoff, estuvo originalmente indispuesto a producir otro programa semanal de dos horas por una variedad de razones. Primero, Time Warner (empresa matriz de la WCW) estaba bajo una temporada sin contrataciones lo cual previno a Bischoff de traer gente adicional de producción para el programa. Segundo, el sentía que la WCW no tenía talento suficiente para producir otro programa y correr el riesgo de la sobreexposición de ellos y hacer storylines poco significantes. Tercero, según Bischoff, TBS se negaba a pagar el costo de producir Thunder, la cual tenía un costo anual de entre $12 millones a $15 millones de dólares.

### Publicidad
En los comerciales de TV de Thunder aparecieron talentos principales tales como Hulk Hogan diciendo "I'll show you some thunder, brotha!" y The Giant con "This forecast definitely calls for pain". Sin embargo, ni Hogan ni Giant aparecían con frecuencia en lo que fue considerado por los fanes como un programa secundario. Además, a diferencia de Monday Nitro de TNT, en TBS a menudo aparecían comerciales informativos de los eventos de la última edición de Thunder durante sus otros programas.

### Última emisión
En un intento de salvar a la WCW y Thunder, Bischoff intentó comprar la compañía con un grupo de inversionistas. Sin embargo, aunque la oferta de Bischoff había sido aceptada, Jamie Kellner, quién había sido recién elegido como ejecutivo de Turner Broadcasting System, anunció después de su llegada que Thunder y toda la programación de la WCW había sido inmediatamente cancelada en TBS. El grupo de Bischoff entonces retiró la oferta, ya que era contingente en mantener la programación de la WCW donde se retuvieran las marcas registradas de la empresa tanto como sus bienes (incluyendo su videoteca y los contratos de 24 luchadores), aunque no la compañía en sí (la cual todavía existe como entidad legal que es propiedad de Time Warner, bajo el nombre de Universal Wrestling Corporation). En 2001, la WCW fue comprada por Vince McMahon, dueño de la WWF, su longevo competidor.
136 de los 155 episodios totales de WCW Thunder (8 de enero de 1998 al 8 de noviembre de 2000) están disponibles para ver en WWE Network.

#### Resultados
- The Jung Dragons (Kaz Hayashi y Yang derrotaron a Air Raid (Air Paris y Air Styles). (9:45)
- Jason Jett derrotó a Cash. (9:28)
- M.I. Smooth y The Cat derrotaron a Chris Kanyon y Road Warrior Animal.
- Hugh Morrus derrotó a Rick Steiner.
- The Filthy Animals (Rey Misterio y Billy Kidman) y Shane Helms derrotaron a Elix Skipper, Kid Romeo y Chavo Guerrero.
- Chuck Palumbo derrotó a Mike Awesome.
- Jeff Jarrett y Scott Steiner (con Midajah) derrotaron a Dustin Rhodes.